# Basketbal Žilina
O Basketbal Žilina, conhecido também como PP & TV Raj Žilina por motivos de patrocinadores, foi um clube de basquetebol baseado em  Žilina, Eslováquia que disputou a SBL. Mandava seus jogos na Žilina Športová Hala com capacidade para 800 espectadores. Em 2021 em virtude de problemas financeiros, optou pela dissolução.

## Histórico de Temporadas
| Temporada | Nível | Liga   | Pos. | J     | PL  | Resultado         | Copa da Eslováquia | Competições internacionais |
| --------- | ----- | ------ | ---- | ----- | --- | ----------------- | ------------------ | -------------------------- |
| 2012-13   | 2     | I Liga | 11º  | 10-4  |     |                   |                    | -                          |
| 2013-14   | 2     | I Liga | 6º   | 5-9   |     |                   |                    | -                          |
| 2014-15   | 2     | I Liga | 3º   | 9-5   |     |                   |                    | -                          |
| 2015-16   | 2     | I Liga | 3º   | 9-5   |     |                   |                    | -                          |
| 2016-17   | 2     | I Liga | 1º   | 19-3  |     | Promovidocampeão  |                    |                            |
| 2017-18   | 1     | SBL    | 9º   | 5-31  |     |                   |                    |                            |
| 2018-19   | 1     | SBL    | 5    | 15-17 | 1-3 | Quartas de finais | Quartas de finais  |                            |

fonte:eurobasket.com